# Clonophoromyces grenadinus
Clonophoromyces grenadinus är en svampart som beskrevs av Thaxt. 1931. Clonophoromyces grenadinus ingår i släktet Clonophoromyces och familjen Laboulbeniaceae.   Inga underarter finns listade i Catalogue of Life.